# Hemiceras carmelita
Hemiceras carmelita är en fjärilsart som beskrevs av J. Peter Maassen 1890. Hemiceras carmelita ingår i släktet Hemiceras och familjen tandspinnare. Inga underarter finns listade i Catalogue of Life.